# Mas Sarejol
Mas Sarejol és una obra de Mollet de Peralada (Alt Empordà) inclosa a l'Inventari del Patrimoni Arquitectònic de Catalunya.

## Descripció
Edifici aïllat situat al veïnat de Les Costes de Peralada. Consta de planta baixa, pis i golfes. El conjunt consta de dos cossos. Un de central, que s'aixeca davant l'era i un altre de lateral, amb contraforts a la paret de llevant. La coberta del cos central és a dues vessants i la del lateral a una vessant. Les façanes són de pedra i parcialment estan recobertes per un arrebossat.